# Лапердин, Николай Филиппович
Николай Филиппович Лапердин (1920—2002) — красноармеец Рабоче-крестьянской Красной Армии, участник Великой Отечественной войны, Герой Советского Союза (1945).

## Биография
Николай Лапердин родился 10 августа 1920 года в селе Солдатово (ныне — Петропавловский район Алтайского края). Окончил неполную среднюю школу, после чего работал штурвальным на пароходе. В марте 1941 года Лапердин был призван на службу в Рабоче-крестьянскую Красную Армию. С июня того же года — на фронтах Великой Отечественной войны.
К октябрю 1944 года красноармеец Николай Лапердин был пулемётчиком 493-го отдельного пулемётно-артиллерийского батальона 159-го укрепрайона 40-й армии 2-го Украинского фронта. Отличился во время освобождения Румынии. 17 октября 1944 года с группой бойцов он проник во вражеский тыл у населённого пункта Кетелин в 7 километрах от города Бая-Маре и перерезал путь отхода противника по дороге на этот город. Группе удалось успешно удержать позиции до подхода основных сил.
Указом Президиума Верховного Совета СССР от 24 марта 1945 года красноармеец Николай Лапердин был удостоен высокого звания Героя Советского Союза с вручением ордена Ленина и медали «Золотая Звезда».
После окончания войны, 18 мая 1945 года, Лапердин был демобилизован по инвалидности (ампутация ноги). Вернулся в родное село, затем проживал и работал в посёлке Беляй Первомайского района Томской области. Позднее проживал в Тюмени, работал в нефтегазовой промышленности. Умер 13 января 2002 года.
Был также награждён орденом Отечественной войны 1-й степени и рядом медалей.